# الجسد الحي (رواية)
الجسد الحي (بالإنجليزيّة: Live Flesh) هي رواية إثارة نفسيّة للكاتبة البريطانية روث ريندل ، صدرت عام 1986. فازت بجائزة Gold Dagger من رابطة كتاب الجريمة لأفضل رواية جريمة لهذا العام. لقد كان مصدر إلهام لفيلم يحمل نفس الاسم للمخرج بيدرو المودوفار. تختلف معالجة المودوفار للموضوع اختلافًا كبيرًا عن الرّواية الأصليّة، ممّا يؤدي إلى تغيّيرات كبيرة في الشّخصيات والحبكة. 

## ملخص المؤامرة
بطل الرّواية هو فيكتور جينر، الّذي أُرسل إلى السّجن لإطلاق النّار على ضابط شرطة وإصابته بالشّلل بعد محاولته اغتصابه. وادّعى أثناء محاكمته وبعدها أن أفعاله كانت غير مقصودة وأن ضحيّته استفزته بطريقة أو بأخرى. لكن ربما كانت هناك أسباب أخرى لهجومه لم يكن على علم بها. بعد مرور عشر سنوات، تمّ إطلاق سراح جينر من السّجن وعليه أن يجد لنفسه حياة جديدة، مع انخفاض الموارد النّاتجة عن السّجن لمدة عشر سنوات وإعاقة سجل إجرامي كبير. يكتشف أنّه من السّهل جدًا العودة إلى القديم. 